# Change (chanson de Taylor Swift)
Singles de Taylor Swift
Should've Said No
(2008) Love Story
(2008)
Clip vidéo
[vidéo] « Change (audio) », sur YouTube
Change est une chanson de la chanteuse et auteur-compositrice américaine Taylor Swift extraite de l'album AT&T Team USA Soundtrack, sorti  en août 2008 et contenant des enregistrements exclusifs réalisés par de grands artistes pour soutenir l'équipe américaine aux Jeux olympiques d'été de 2008.
Elle a également été incluse sur l'album Fearless, paru quelques mois plus tard, en novembre.
Aux Etats-Unis, la chanson a atteint le numéro 10 sur le Hot 100 du magazine Billboard. C'était la première chanson de Taylor Swift à atteindre le top 10 du Hot 100.